# Tempête Vivian
Pour les articles homonymes, voir Viviane et Tempête (homonymie).
La tempête Vivian (ou Viviane) est une dépression météorologique à cyclogénèse intense, ou « bombe météorologique », qui a frappé le nord-ouest de l'Europe du 25 au 27 février 1990. Il s'agit d'une des pires tempêtes à frapper le continent, juste trois ans après la tempête de 1987 et seulement un mois après la tempête Daria, mais également après une série de tempêtes (Herta le 3 février, une autre le 7 février et encore une autre le 16 février. Vivian a été suivi de la tempête Wiebke deux jours plus tard, cette dernière a parcouru une trajectoire plus au sud affectant particulièrement l'Allemagne.
L’OCDE mentionne dans son rapport de 2005 que Vivian a provoqué 64 morts. 

## Évolution météorologique
Le centre de Vivian a traversé le nord de l'Écosse puis la mer du Nord tout en s'intensifiant. Il est passé par la suite en Scandinavie, atteignant sa pression minimale de 940 hPa juste avant de toucher la côte ouest de la Suède,. Le système s'est graduellement comblé par la suite en traversant la mer Baltique. Sa trajectoire a été plus au nord de la tempête Daria, un mois plus tôt. 
Le corridor de vents violents a été particulièrement large. Des rafales à plus de 145 km/h ont soufflé aussi au sud que le Nord de l'Angleterre, la Belgique, l'Allemagne, les Pays-Bas et la Suisse. Les vents ont atteint jusqu'à 212 km/h à l'île-Rousse en France. 
Elle fut l'une de la dizaine de tempêtes s'étant abattuent sur la Belgique lors de l'hiver 1990.

## Impacts
L'OCDE estime les dégâts à 4 milliards $US (2002). Les plus grandes pertes se sont produites en Grande-Bretagne, en Belgique et en Suisse. Dans ce dernier pays, des rafales jusqu'à 268 km/h ont été signalées au Col du Grand-Saint-Bernard, détruisant de grandes superficies forestières en montagne.